# لي ألين (كاتب)
لي ألين (بالإنجليزية: Lee Allen)‏ هو كاتب أمريكي، ولد في 12 يناير 1915، وتوفي في 20 مايو 1969.

## وصلات خارجية
- لي ألين على موقع جمعية أبحاث البيسبول الأمريكية (الإنجليزية)